# Capilla de Saint-Gonéry
La capilla de Saint-Gonéry se sitúa en la localidad de Plougrescant, en la región francesa de Bretaña y está catalogada como monumento nacional. Data del siglo XV y XVI, si bien se conservan restos en la torre que remontan al siglo XII.

## Descripción
En el exterior lo más destacable es una maciza torre coronada por una aguja de madera y plomo con una fuerte inclinación, así como un recinto parroquial con un púlpito exento.

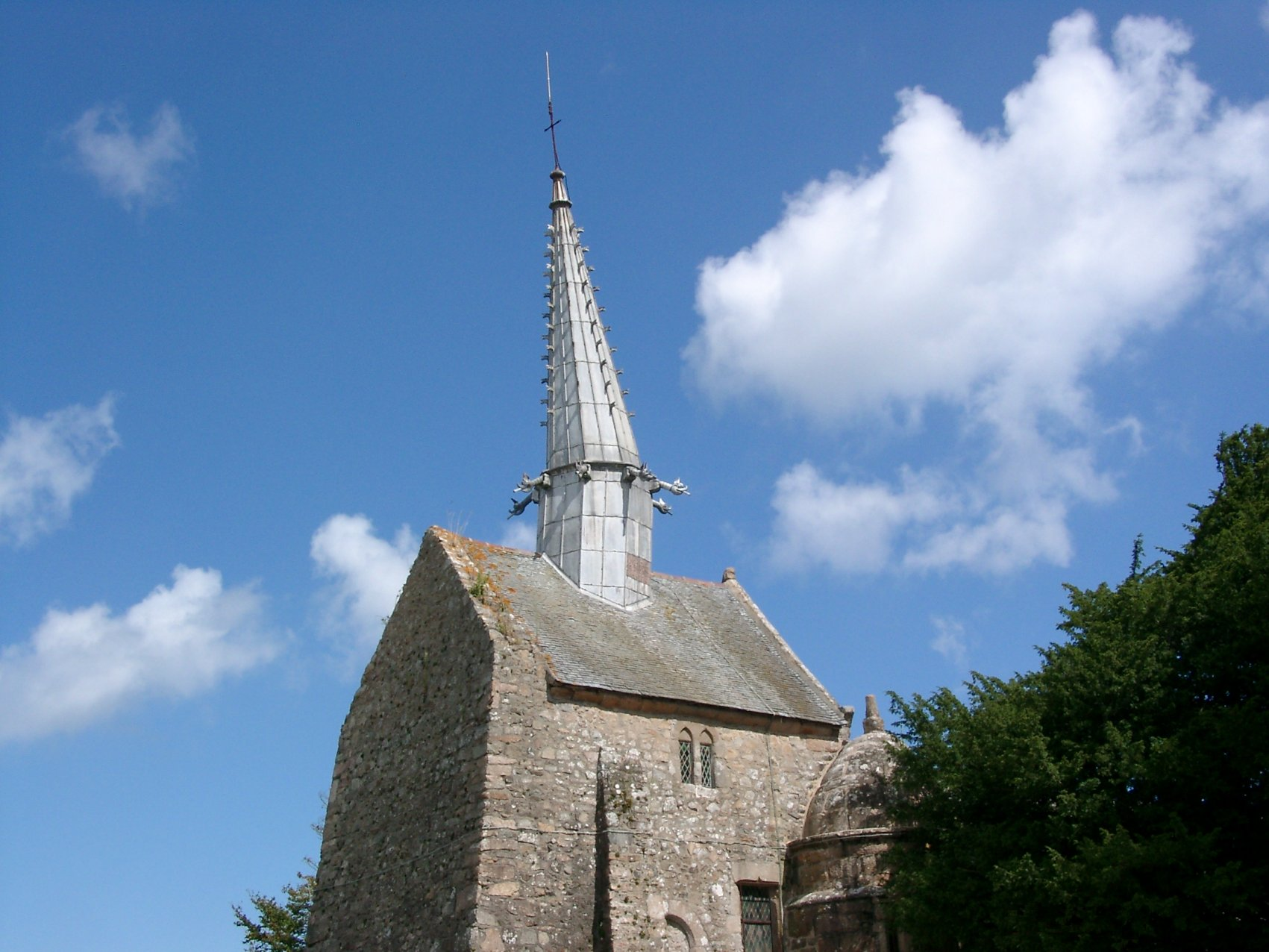
Vista de la torre y la aguja inclinada.

En su interior se pueden contemplar unos frescos de finales del siglo XV recientemente restaurados y en buen estado de conservación con unos ciclos iconográficos del Antiguo Testamento (escenas del Génesis) y del Nuevo Testamento (escenas de la vida de Jesucristo), así como diversos sepulcros y objetos religiosos.
La capilla cuenta con una asociación cultural de carácter local que se ha marcado como objetivo la salvaguarda, la puesta en valor y la apertura al público del monumento.